# حشره‌خوار گوش‌کوچک کلمبیایی
 حشره‌خوار گوش‌کوچک کلمبیایی (نام علمی: Cryptotis colombiana) نام یک گونه از سرده حشره‌خوار گوش‌کوچک است.